# Mbiné
Mbiné är ett vattendrag i Gabon, ett biflöde till Ogooué. Det rinner genom provinserna Estuaire och Moyen-Ogooué, i den centrala delen av landet, 140 km sydost om huvudstaden Libreville.